# Толмачёвская улица (Санкт-Петербург)

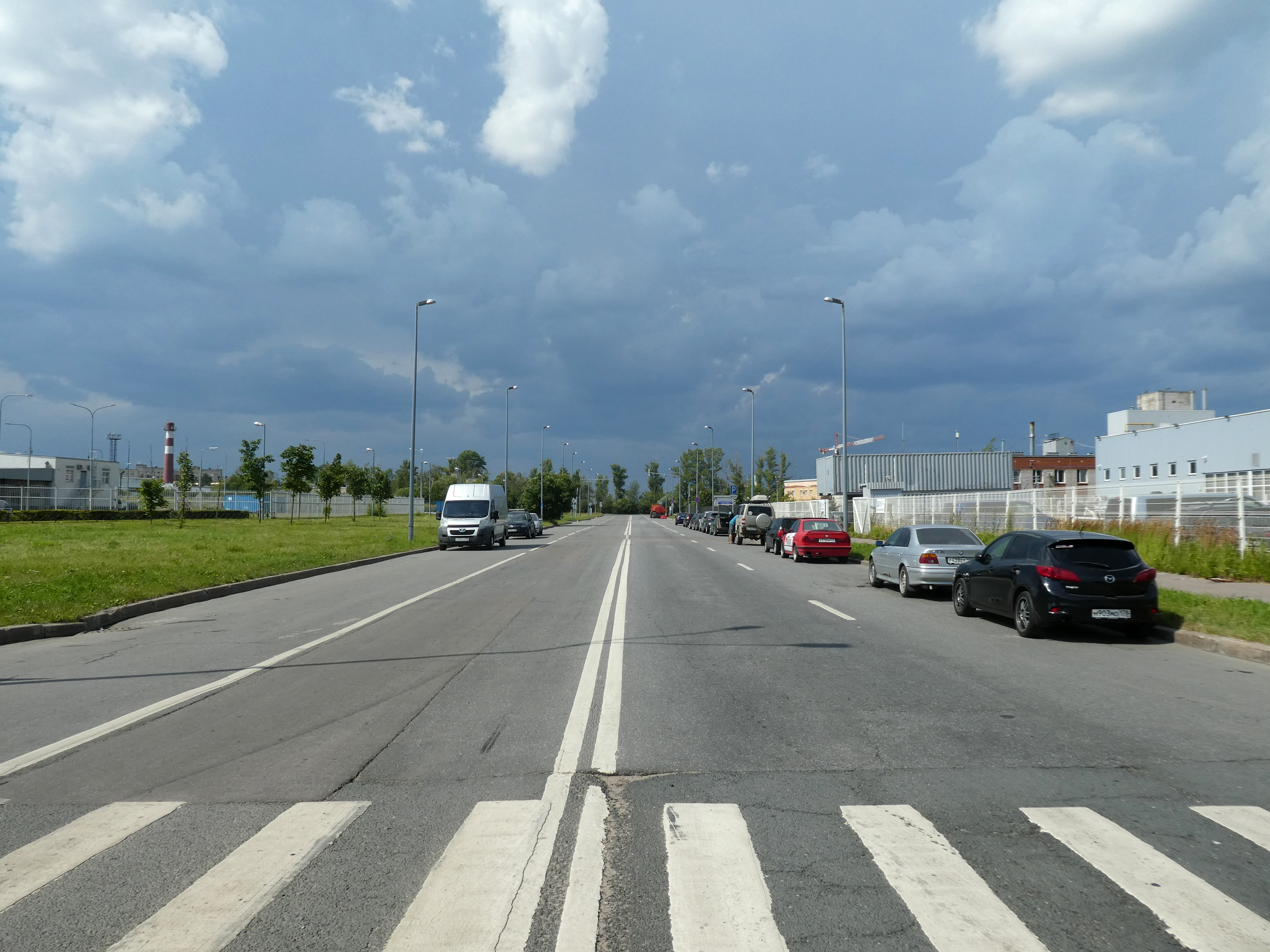
Вид на северо-запад от Стартовой улицы

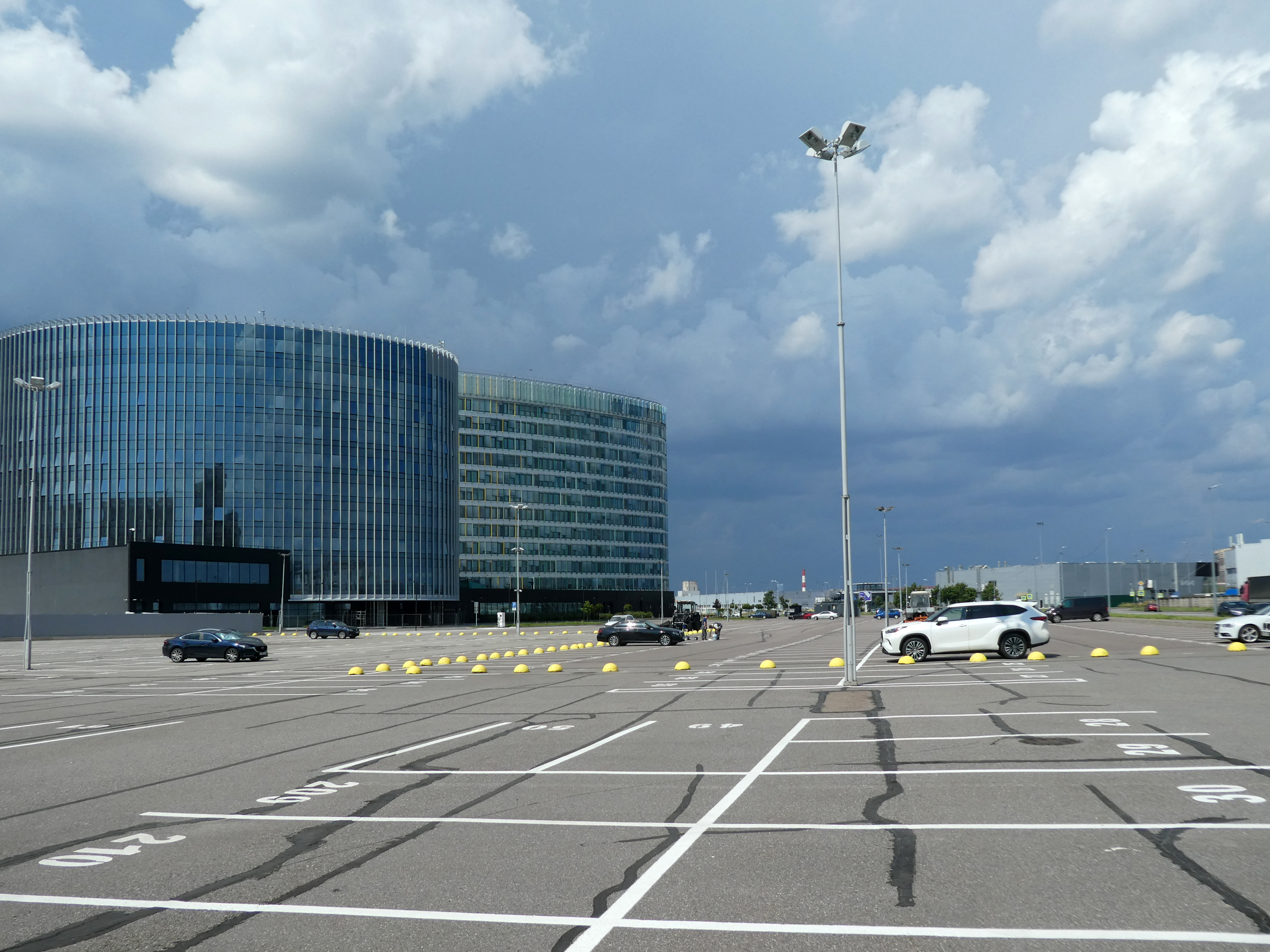
Парковка и бизнес-центры на Толмачёвской улице

Толмачёвская улица — улица в историческом районе Авиагородок Московского административного района Санкт-Петербурга. Проходит от Домодедовской до Внуковской улицы параллельно Шереметьевской улице.

## История
Улица получила название 20 мая 2002 года по одноимённым аэропорту в Новосибирске, военной авиабазе в Ленинградской области и бывшей деревне Толмачёво (или Толмачи), располагавшейся до войны на месте аэропорта Пулково (у подножия Пулковских высот на Нижней дороге).

## Пересечения
С северо-запада на юг Толмачёвскую улицу пересекают следующие улицы:
- Домодедовская улица — Толмачёвская улица примыкает к ней;
- Стартовая улица — пересечение;
- Быковская улица — пересечение;
- Внуковская улица — Толмачёвская улица примыкает к ней.

## Транспорт
Ближайшие к Толмачёвской улице станции метро — «Звёздная» (около 3,15 км по прямой от начала улицы), «Купчино» (около 3,95 км по прямой от пересечения со Стартовой улицей) и «Московская» (около 4,5 км по прямой от начала улицы) 2-й (Московско-Петроградской) линии.
Движение наземного общественного транспорта по улице отсутствует.
Ближайшая к Толмачёвской улице железнодорожная платформа — Аэропорт (кратчайшее расстояние по прямой — около 520 м).
На расстоянии около 800 м по прямой от улицы находится грузовая железнодорожная станция Шоссейная.

## Общественно значимые объекты
- пожарно-спасательная часть № 39 — Штурманская улица, дом 6, корпус 5, литера А;
- гипермаркет «Лента» — Шереметьевская улица, дом 11, литера А;
- торговый комплекс «МасШтаб» — Шереметьевская улица, дом 13, литера А;
- торгово-развлекательный комплекс «Пулково III» (у пересечения с Быковской улицей) — Шереметьевская улица, дом 15, литера А;
- бизнес-центр «Юпитер» — Стартовая улица, дом 6, литера Д.